# ウラル航空178便不時着事故
ウラル航空178便不時着事故（ウラルこうくう178びんふじちゃくじこ）は、2019年8月15日にロシアで発生した航空事故である。
モスクワ・ジュコーフスキー空港発シンフェロポリ国際空港行きだったウラル航空178便（エアバス A321-211）が、離陸直後にバードストライクにより推力のほとんどを失い、空港付近のトウモロコシ畑に胴体着陸した。
子供9人を含む74人が負傷したが、乗員乗客233人に死者はなかった。離陸直後にバードストライクで両エンジンが停止、機体は不時着し、犠牲者を出さなかったことは、アメリカで起きたUSエアウェイズ1549便不時着水事故に類するところがあり、同事故の通称「ハドソン川の奇跡」に準えて「トウモロコシ畑の奇跡（英語: Miracle in the Cornfield、ロシア語: Кукурузное чудо）」と称される。

## 事故機
事故機のエアバスA321-211は、バミューダで機体記号VQ-BOZとして登録された機体だった。2003年に製造され、当初はマイトラベル航空に納入される予定だったが、キプロス・トルコ航空（TC-KTD）に納入された。その後、2010年にアトラスグローバル（TC-ETR）へ売却され、2011年にはソラリス航空（EI-ERU）が購入した。同年、ウラル航空に売却され、機体記号が現在のものに変更された。事故により、機体は全損となった。

## 事故の経緯

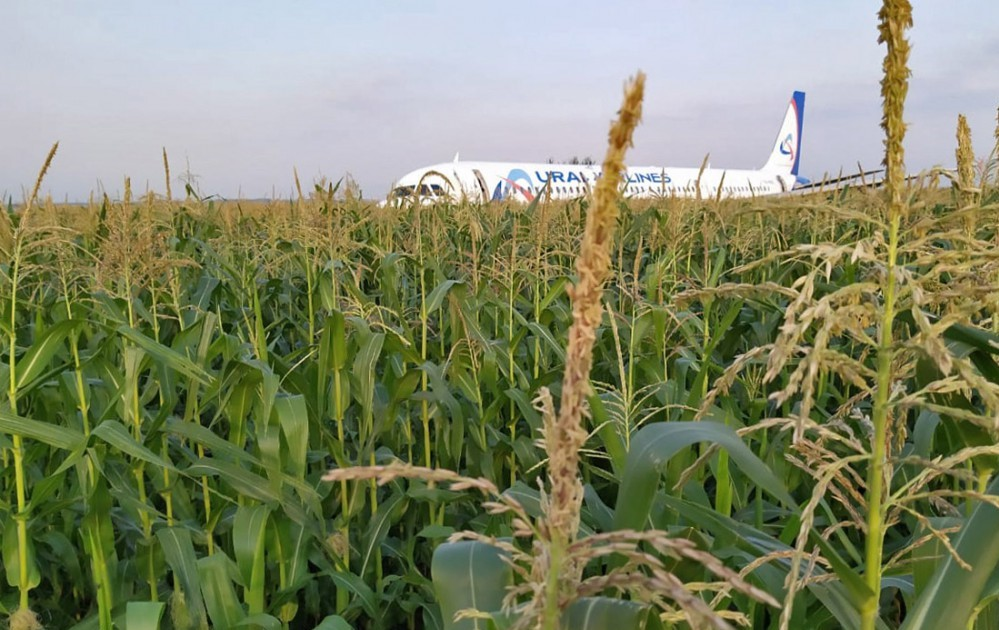
不時着後の事故機

事故機には、乗員7人乗客226人が搭乗していた。178便はUTC3時13分にジュコーフスキー空港を離陸した。離陸する際にカモメの群れと衝突し、両エンジンが停止した。乗客の1人がバードストライクの瞬間の動画を撮影していた。1回目のバードストライクにより左エンジンが完全に推力を失い、2回目でもう一方のエンジンも充分な推力を失った。
パイロットは両エンジンを停止させ、トウモロコシ畑へ不時着することを決断した。178便は、空港からおよそ5.13km地点のトウモロコシ畑に不時着した。不時着は、着陸装置が格納された状態で行われた。
搭乗していた全員が生存した。複数の報告では、現場で55人が医師の診察を受け、29人が病院に搬送された。そのうち6人が入院することとなった。最終的に74人が負傷したが、重傷者はいなかった。
Flightradar24によると、機体は高度（AMSL）850フィート (260 m)ほどまでしか上昇せず、速度も170ノット (310 km/h)から徐々に減速していた。

## 事故調査
事故機のブラックボックスは無傷で回収され、国家間航空委員会に送られる予定である。

## 事故後
事故の翌日、ロシア連邦大統領ウラジーミル・プーチンは機長と副操縦士にロシア連邦英雄の勲章を授与し、5人の客室乗務員には勇敢勲章を授与した。